# Bílá Voda
Bílá Voda é uma comuna checa localizada na região de Olomouc, distrito de Jeseník.